# Abdulrahman Al Haddad
Pour les articles homonymes, voir Haddad.
Abdulrahman Mohamed Al Haddad (arabe : عبدالرحمن الحداد) (né le 23 mars 1966) est un joueur de football international émirati, qui évoluait au poste de défenseur.

## Biographie

### Carrière en sélection
Avec l'équipe des Émirats arabes unis, il joue entre 1990 et 1997. Il figure notamment dans le groupe des sélectionnés lors de la Coupe du monde de 1990. Lors du mondial, il joue deux matchs : contre l'Allemagne et la Yougoslavie.
Il dispute également la Coupe d'Asie des nations de 1996, ainsi que la Coupe des confédérations de 1997.
Il joue enfin neuf matchs comptant pour les qualifications des coupes du monde 1994 et 1998.

## Palmarès
Émirats arabes unis
- Coupe d'Asie des nations :
  - Finaliste : 1996.